# Shalu (Taichung)
Shalu (chinesisch 沙鹿區, Pinyin Shālù Qū, Pe̍h-ōe-jī Soa-lak-khu) ist ein Bezirk (區,  Qū) der Stadt Taichung auf Taiwan, Republik China.

## Lage
Shalu liegt im Westen des Stadtgebiets von Taichung, knapp vier Kilometer von der Küste entfernt. Der Bezirk liegt im Zentrum einer Küstenebene, westlich, bzw. in den westlichen Ausläufern des Dadushan (大肚山,  Dàdùshān), bzw. der Dadu-Hochebene, die die Küstenebene vom Taichung-Becken (臺中盆地,  Táizhōng Péndì), in dem die eigentliche historische Kernstadt von Taichung gelegen ist, trennt. Die mittlere Höhe über dem Meeresspiegel beträgt 65 m. Der Bezirk hat eine Ost-West-Ausdehnung von 4,8 km und eine Nord-Süd-Ausdehnung von 7,9 km. Die angrenzenden Bezirke sind Daya und Xitun im Osten, Qingshui im Norden, Wuqi im Westen und Longjing im Südwesten und Süden. Im nordöstlichen Abschnitt hat Shalu Anteil am internationalen Flughafen Taichung.
Das Klima ist subtropisch und eher trocken und aufgrund der flachen Topographie durch starke Monsunwinde geprägt. Die Jahresmitteltemperatur liegt bei 22,8 °C.

## Geschichte
Die ursprünglichen Bewohner der Gegend waren Austronesier aus der Ethnie der Papora. Zur Zeit der Herrschaft der Niederländischen Ostindien-Kompanie im Süden Taiwans trug der Ort den Namen Salagh bzw. Salach. Daraus wurde später durch Übernahme das taiwanische Soa-lak. Gegen Ende des 17. Jahrhunderts setzte die Einwanderung von Han-Chinesen vom Festland ein. 1733, zur Herrschaftszeit Yongzhengs kam es zu einem Aufstand der indigenen Bevölkerung gegen die Han-Chinesen, der unterdrückt wurden. Später wanderte der größte Teil der Papora nach Osten in das Gebiet des heutigen Puli im Landkreis Nantou und ein kleinerer Teil in die Yilan-Ebene ab. Zur Zeit der japanischen Herrschaft über Taiwan (1895–1945) erfolgte eine Änderung der Schreibweise des Ortsnamens von 沙轆 in 沙鹿. Shalu wurde 1920 zunächst als Dorf (庄,  Zhuāng) und ab 1938 als Straße (街,  Jiē), d. h. städtische Siedlung, organisiert. Nach der Übernahme Taiwans durch die Republik China 1945 wurde aus der Straße eine Stadtgemeinde (鎮,  Zhèn) im neu eingerichteten Landkreis Taichung. Auch durch ihre Lage an der Küstenlinie (海線) der Taiwanischen Eisenbahn entwickelte sich die Gemeinde rasch. Zum 25. Dezember 2010 wurde der Landkreis Taichung mit der Stadt Taichung fusioniert und Shalu erhielt den Status eines Stadtbezirks (區,  Qū).

## Bevölkerung
Im Februar 2021 lebten 1042 Angehörige indigener Völker im Bezirk, entsprechend einem Bevölkerungsanteil von 1,1 %. Die größten Gruppen bildeten die Amis (391), Paiwan (261), Bunun (168) und Atayal (111).
| Gliederung von Shalu |
|                      |

## Verwaltungsgliederung
Shalu ist in 21 Ortsteile (里, Li) unterteilt:
1 Juren (居仁里)

2 Shalu (沙鹿里)

3 Luoquan (洛泉里)

4 Meiren (美仁里)

5 Xingren (興仁里)

6 Xing’an (興安里)

7 Doudi (斗抵里)

8 Fuxing (福興里)

9 Nanshi (南勢里)

10 Sanlu (三鹿里)

11 Puzi (埔子里)

12 Liulu (六路里)

13 Jinjiang (晉江里)

14 Beishi (北勢里)

15 Zhulin (竹林里)

16 Luliao (鹿寮里)

17 Lufeng (鹿峰里)

18 Xishi (西勢里)

19 Lifen (犁分里)

20 Gongming (公明里)

21 Qingquan (清泉里)

## Wirtschaft

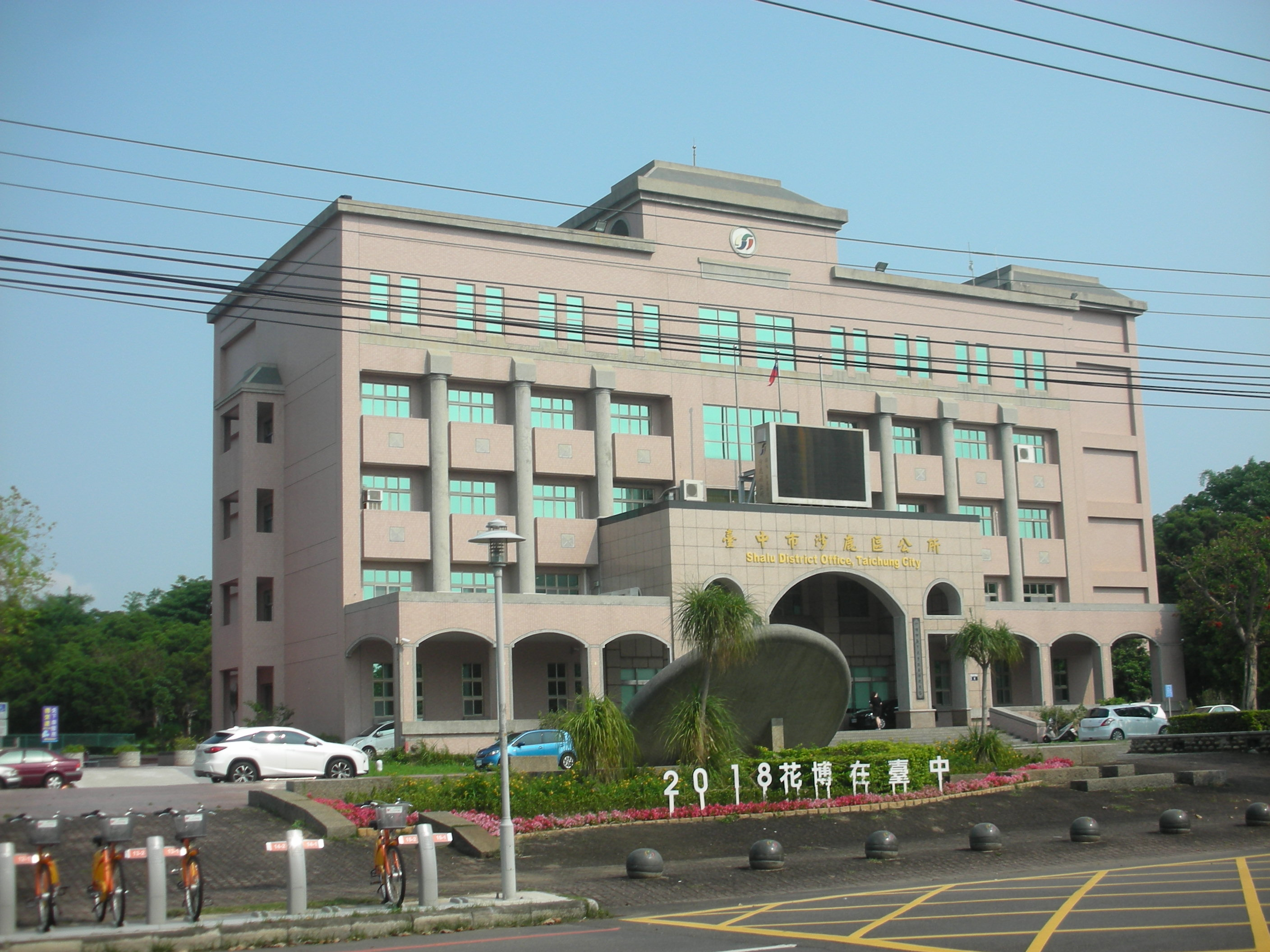
Bezirksbüro von Shalu

Im Bezirk gibt es viele kleine und mittlere Betriebe, vor allem in den Sparten Bekleidung, Kunststoffe, Maschinen, Lebensmittel und Textilien. Insbesondere die Textilherstellung und -verarbeitung ist von überregionaler Bedeutung. Ein kleiner Teil der Fläche Shalus wird noch landwirtschaftlich genutzt. Da es kein Bewässerungssystem gibt, dominiert der Trockenfeldbau. Angebaut werden vor allem Reis, und an den Hängen Süßkartoffeln, Litschis, Zuckerrohr, Erdnüsse und Bambussprossen.

## Verkehr
Die Nationalstraße 3 (Autobahn) durchzieht den Bezirk von Norden nach Süden. Ganz am Südrand des Bezirks wird sie von der in südöstliche Richtung verlaufenden Kreisstraße 136 gekreuzt und im Norden von der in West-Ost-Richtung verlaufenden Provinzstraße 10. Von letzterer zweigt die Provinzstraße 10b (10乙) nach Norden ab, die später nach Westen abbiegt.
Am westlichen Rand von Shalu verläuft die Meereslinie (海線) der Taiwanischen Eisenbahn, die auch einen Halt aufweist.

## Hochschulen

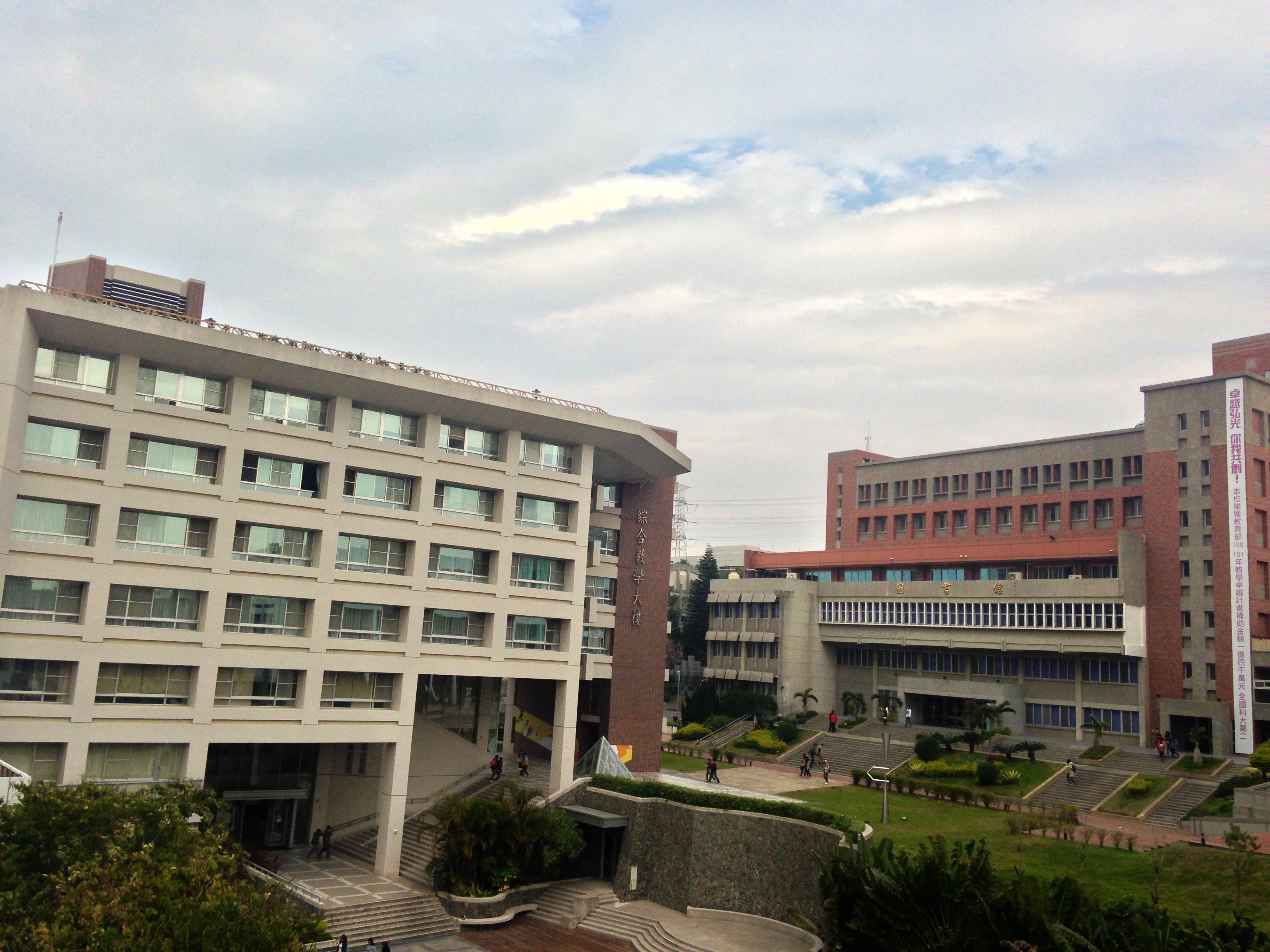
Gebäude der Hungkuang-Universität

In Shalu haben zwei private Universitäten ihren Sitz. Die Hungkuang-Universität (弘光科技大學,  Hóngguāng Kējì Dàxué, ) im Ortsteil Jinjiang geht auf eine 1967 begründete Krankenpflegeschule zurück. Später kamen weitere technische Fachrichtungen hinzu. Die katholische Vorsehungs-Universität (靜宜大學,  Jìngyí Dàxué, englisch Providence University, ) geht auf eine 1920 durch die amerikanischen Sisters of Providence of Saint Mary-of-the-Woods noch auf dem chinesischen Festland begründete Mädchenschule zurück, die im Mai 1949, nach dem chinesischen Bürgerkrieg, in Taichung neu gegründet wurde. Nach der Aufnahme weiterer Fächer in den Lehrkanon erhielt die Lehranstalt 1989 den Status einer Universität.

## Tempel und Kirchen
In Shalu gibt es (Stand 2018) 44 Tempel, eine katholische Kirche und drei weitere christliche Kirchen. Die meisten Bewohner Shalus gehören taoistischen und buddhistischen Glaubensrichtungen an. Der älteste Tempel ist der taoistische Jadekaiser-Tempel (chinesisch 玉皇殿, Pinyin Yùhuáng diàn, ) in Xingren, der im Jahr 1803 begründet wurde und im Laufe der Zeit mehrere Um- und Anbauten erfahren hat. Der Chaoxing-Tempel  (朝興宮, ) ist ein Mazu-Tempel im Ortsteil Luoquan. Ein  erster Tempel soll bereits 1732 hier erbaut worden sein. Später wurde der Tempel wiederholt um- und neu aufgebaut.

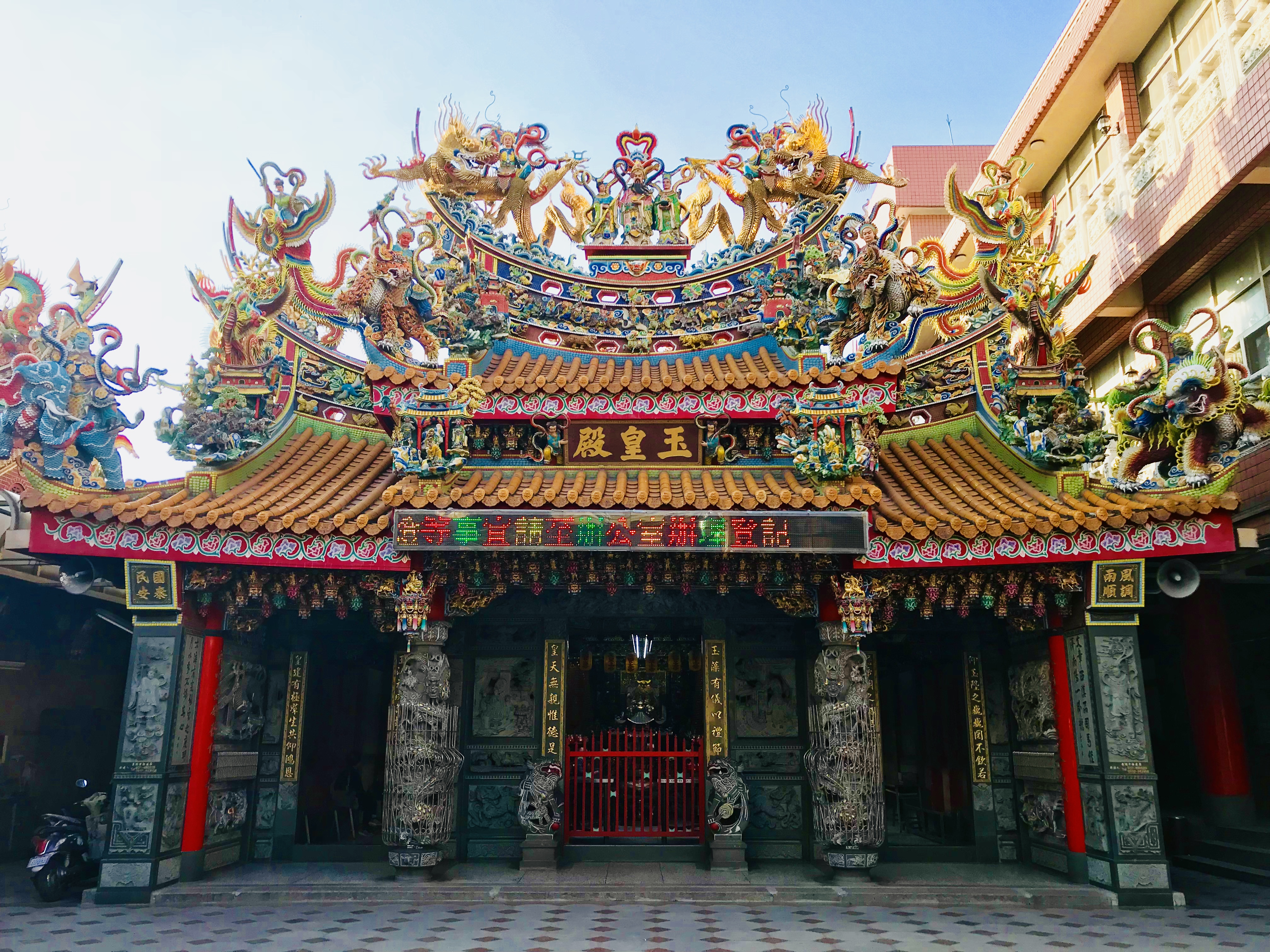
Jadekaiser-Tempel
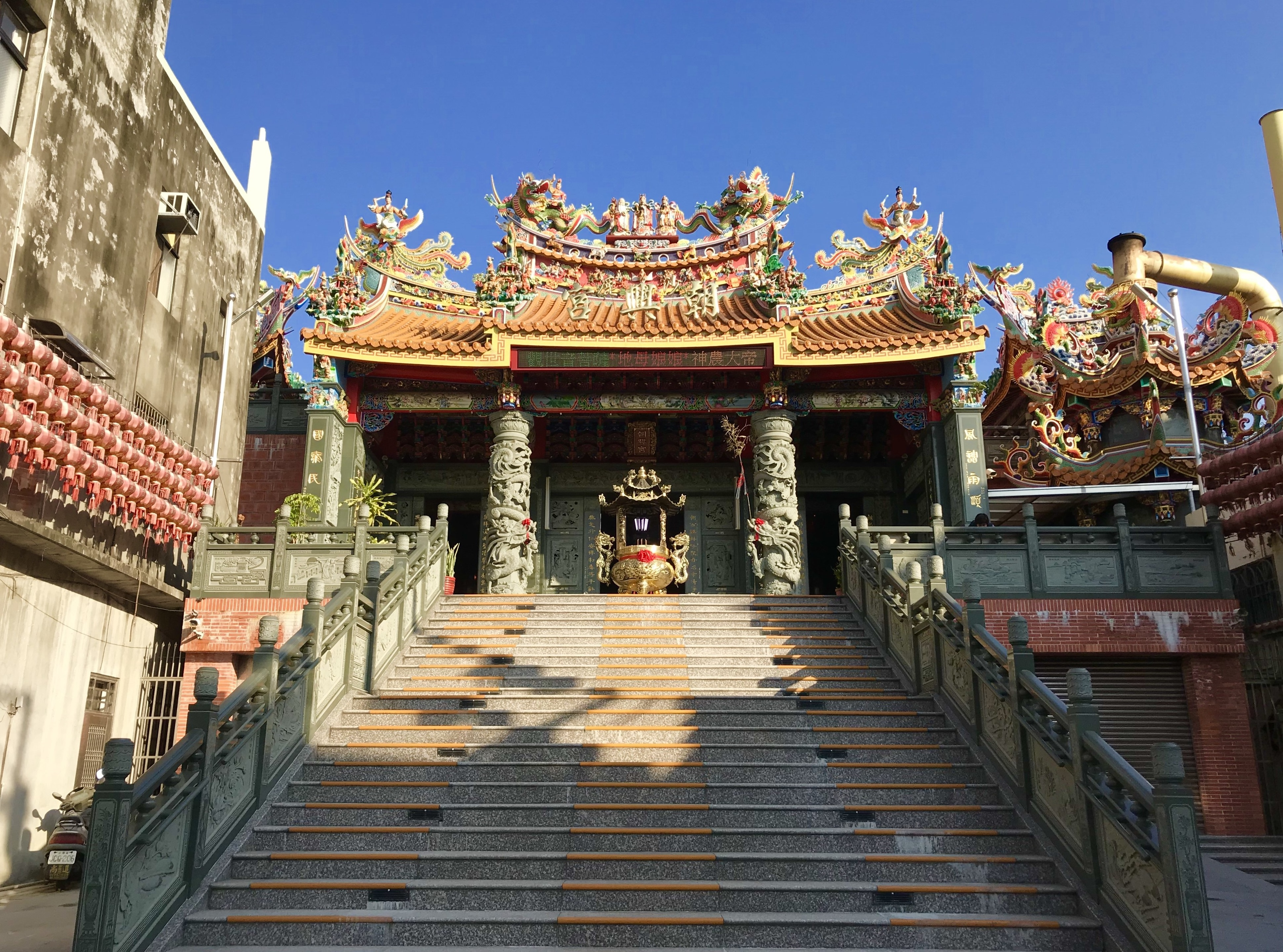
Chaoxing-Tempel